# Lista över fornlämningar i Säffle kommun (Eskilsäter)
Lista över fornlämningar i Säffle kommun (Eskilsäter) är en förteckning av ett urval av de fornlämningar som finns i Eskilsäter i Säffle kommun.
| Namn                           | Lämningstyp                      | Tillkomsttid | Historisk indelning  | Plats | Läge                 | ID-nr          | Bild                                 |
| ------------------------------ | -------------------------------- | ------------ | -------------------- | ----- | -------------------- | -------------- | ------------------------------------ |
| Eskilsäter 2:1                 | Stensättning                     |              | Eskilsäter, Värmland |       | 58.904252, 13.233965 | 10213200020001 | Ladda upp en bild av detta fornminne |
| Eskilsäter 2:2                 | Stensättning                     |              | Eskilsäter, Värmland |       | 58.904382, 13.233905 | 10213200020002 | Ladda upp en bild av detta fornminne |
| Eskilsäter 3:1                 | Gravfält                         |              | Eskilsäter, Värmland |       | 58.905635, 13.236202 | 10213200030001 | Ladda upp en bild av detta fornminne |
| Eskilsäter 5:1                 | Stensättning                     |              | Eskilsäter, Värmland |       | 58.889463, 13.241391 | 10213200050001 | Ladda upp en bild av detta fornminne |
| Eskilsäter 7:1                 | Hällristning                     |              | Eskilsäter, Värmland |       | 58.912613, 13.220631 | 10213200070001 | Ladda upp en bild av detta fornminne |
| Eskilsäter 8:1                 | Stensättning                     |              | Eskilsäter, Värmland |       | 58.917403, 13.222187 | 10213200080001 | Ladda upp en bild av detta fornminne |
| Eskilsäter 8:2                 | Stensättning                     |              | Eskilsäter, Värmland |       | 58.917327, 13.222036 | 10213200080002 | Ladda upp en bild av detta fornminne |
| Eskilsäter 8:3                 | Stensättning                     |              | Eskilsäter, Värmland |       | 58.917480, 13.222005 | 10213200080003 | Ladda upp en bild av detta fornminne |
| Eskilsäter 9:1                 | Stensättning                     |              | Eskilsäter, Värmland |       | 58.910040, 13.228449 | 10213200090001 | Ladda upp en bild av detta fornminne |
| Eskilsäter 10:1                | Stensättning                     |              | Eskilsäter, Värmland |       | 58.918394, 13.231664 | 10213200100001 | Ladda upp en bild av detta fornminne |
| Eskilsäter 11:1                | Stensättning                     |              | Eskilsäter, Värmland |       | 58.926089, 13.237949 | 10213200110001 | Ladda upp en bild av detta fornminne |
| Eskilsäter 12:1                | Stensättning                     |              | Eskilsäter, Värmland |       | 58.924674, 13.232681 | 10213200120001 | Ladda upp en bild av detta fornminne |
| Eskilsäter 12:2                | Stensättning                     |              | Eskilsäter, Värmland |       | 58.924492, 13.232782 | 10213200120002 | Ladda upp en bild av detta fornminne |
| Eskilsäter 13:1                | Gravfält                         |              | Eskilsäter, Värmland |       | 58.918687, 13.250254 | 10213200130001 | Ladda upp en bild av detta fornminne |
| Eskilsäter 16:1                | Stenkammargrav                   |              | Eskilsäter, Värmland |       | 58.939587, 13.219858 | 10213200160001 | Ladda upp en bild av detta fornminne |
| Eskilsäter 18:1                | Stensättning                     |              | Eskilsäter, Värmland |       | 58.916844, 13.232582 | 10213200180001 | Ladda upp en bild av detta fornminne |
| Eskilsäter 20:1                | Stensättning                     |              | Eskilsäter, Värmland |       | 58.792505, 13.242665 | 10213200200001 | Ladda upp en bild av detta fornminne |
| Eskilsäter 20:2                | Stensättning                     |              | Eskilsäter, Värmland |       | 58.792565, 13.242885 | 10213200200002 | Ladda upp en bild av detta fornminne |
| Lurö kloster (Eskilsäter 21:1) | Kyrka/kapell                     |              | Eskilsäter, Värmland |       | 58.794693, 13.236448 | 10213200210001 | Ladda upp en bild av detta fornminne |
| Eskilsäter 22:1                | Fornborg                         |              | Eskilsäter, Värmland |       | 58.800873, 13.254113 | 10213200220001 | Ladda upp en bild av detta fornminne |
| Eskilsäter 22:2                | Stensättning                     |              | Eskilsäter, Värmland |       | 58.800790, 13.254093 | 10213200220002 | Ladda upp en bild av detta fornminne |
| Eskilsäter 24:1                | Stensättning                     |              | Eskilsäter, Värmland |       | 58.942802, 13.178849 | 10213200240001 | Ladda upp en bild av detta fornminne |
| Eskilsäter 25:1                | Röse                             |              | Eskilsäter, Värmland |       | 58.952714, 13.221489 | 10213200250001 | Ladda upp en bild av detta fornminne |
| Eskilsäter 25:2                | Stensättning                     |              | Eskilsäter, Värmland |       | 58.952658, 13.221304 | 10213200250002 | Ladda upp en bild av detta fornminne |
| Eskilsäter 26:1                | Stensättning                     |              | Eskilsäter, Värmland |       | 58.949616, 13.232664 | 10213200260001 | Ladda upp en bild av detta fornminne |
| Eskilsäter 26:2                | Stensättning                     |              | Eskilsäter, Värmland |       | 58.949540, 13.232578 | 10213200260002 | Ladda upp en bild av detta fornminne |
| Eskilsäter 27:1                | Stensättning                     |              | Eskilsäter, Värmland |       | 58.949860, 13.238789 | 10213200270001 | Ladda upp en bild av detta fornminne |
| Eskilsäter 28:1                | Röse                             |              | Eskilsäter, Värmland |       | 58.945844, 13.252685 | 10213200280001 | Ladda upp en bild av detta fornminne |
| Eskilsäter 29:1                | Röse                             |              | Eskilsäter, Värmland |       | 58.953556, 13.230149 | 10213200290001 | Ladda upp en bild av detta fornminne |
| Eskilsäter 30:1                | Gravfält                         |              | Eskilsäter, Värmland |       | 58.952688, 13.215557 | 10213200300001 | Ladda upp en bild av detta fornminne |
| Eskilsäter 34:1                | Stensättning                     |              | Eskilsäter, Värmland |       | 58.982564, 13.219339 | 10213200340001 | Ladda upp en bild av detta fornminne |
| Eskilsäter 34:2                | Stenkrets                        |              | Eskilsäter, Värmland |       | 58.982458, 13.219201 | 10213200340002 | Ladda upp en bild av detta fornminne |
| Eskilsäter 34:3                | Röse                             |              | Eskilsäter, Värmland |       | 58.982318, 13.219425 | 10213200340003 | Ladda upp en bild av detta fornminne |
| Eskilsäter 35:1                | Stensättning                     |              | Eskilsäter, Värmland |       | 58.956358, 13.180644 | 10213200350001 | Ladda upp en bild av detta fornminne |
| Eskilsäter 36:1                | Stensättning                     |              | Eskilsäter, Värmland |       | 58.949144, 13.165006 | 10213200360001 | Ladda upp en bild av detta fornminne |
| Eskilsäter 37:1                | Gravfält                         |              | Eskilsäter, Värmland |       | 58.941692, 13.166027 | 10213200370001 | Ladda upp en bild av detta fornminne |
| Eskilsäter 38:1                | Hög                              |              | Eskilsäter, Värmland |       | 58.941580, 13.165727 | 10213200380001 | Ladda upp en bild av detta fornminne |
| Eskilsäter 39:1                | Hällristning                     |              | Eskilsäter, Värmland |       | 58.949176, 13.171595 | 10213200390001 | Ladda upp en bild av detta fornminne |
| Eskilsäter 40:1                | Stenkammargrav                   |              | Eskilsäter, Värmland |       | 58.959598, 13.157757 | 10213200400001 | Ladda upp en bild av detta fornminne |
| Eskilsäter 41:1                | Röse                             |              | Eskilsäter, Värmland |       | 58.951032, 13.149316 | 10213200410001 | Ladda upp en bild av detta fornminne |
| Eskilsäter 41:2                | Stensättning                     |              | Eskilsäter, Värmland |       | 58.951323, 13.149556 | 10213200410002 | Ladda upp en bild av detta fornminne |
| Eskilsäter 42:1                | Röse                             |              | Eskilsäter, Värmland |       | 58.947124, 13.146017 | 10213200420001 | Ladda upp en bild av detta fornminne |
| Eskilsäter 42:2                | Röse                             |              | Eskilsäter, Värmland |       | 58.947291, 13.146688 | 10213200420002 | Ladda upp en bild av detta fornminne |
| Eskilsäter 42:3                | Stensättning                     |              | Eskilsäter, Värmland |       | 58.947453, 13.146790 | 10213200420003 | Ladda upp en bild av detta fornminne |
| Eskilsäter 42:5                | Stensättning                     |              | Eskilsäter, Värmland |       | 58.947264, 13.146193 | 10213200420005 | Ladda upp en bild av detta fornminne |
| Eskilsäter 42:6                | Stensättning                     |              | Eskilsäter, Värmland |       | 58.946883, 13.146016 | 10213200420006 | Ladda upp en bild av detta fornminne |
| Eskilsäter 42:7                | Stensättning                     |              | Eskilsäter, Värmland |       | 58.946970, 13.145737 | 10213200420007 | Ladda upp en bild av detta fornminne |
| Eskilsäter 43:1                | Stensättning                     |              | Eskilsäter, Värmland |       | 58.946927, 13.147111 | 10213200430001 | Ladda upp en bild av detta fornminne |
| Eskilsäter 44:1                | Röse                             |              | Eskilsäter, Värmland |       | 58.944416, 13.145202 | 10213200440001 | Ladda upp en bild av detta fornminne |
| Eskilsäter 44:2                | Stensättning                     |              | Eskilsäter, Värmland |       | 58.944395, 13.145353 | 10213200440002 | Ladda upp en bild av detta fornminne |
| Eskilsäter 44:3                | Stensättning                     |              | Eskilsäter, Värmland |       | 58.944365, 13.145552 | 10213200440003 | Ladda upp en bild av detta fornminne |
| Eskilsäter 44:4                | Stensättning                     |              | Eskilsäter, Värmland |       | 58.944114, 13.145389 | 10213200440004 | Ladda upp en bild av detta fornminne |
| Eskilsäter 44:5                | Stensättning                     |              | Eskilsäter, Värmland |       | 58.944302, 13.145673 | 10213200440005 | Ladda upp en bild av detta fornminne |
| Eskilsäter 44:6                | Stensättning                     |              | Eskilsäter, Värmland |       | 58.944013, 13.145357 | 10213200440006 | Ladda upp en bild av detta fornminne |
| Eskilsäter 45:1                | Röse                             |              | Eskilsäter, Värmland |       | 58.918683, 13.128133 | 10213200450001 | Ladda upp en bild av detta fornminne |
| Eskilsäter 46:1                | Röse                             |              | Eskilsäter, Värmland |       | 58.931098, 13.125681 | 10213200460001 | Ladda upp en bild av detta fornminne |
| Eskilsäter 46:2                | Stensättning                     |              | Eskilsäter, Värmland |       | 58.931015, 13.126286 | 10213200460002 | Ladda upp en bild av detta fornminne |
| Eskilsäter 46:3                | Stensättning                     |              | Eskilsäter, Värmland |       | 58.930881, 13.126012 | 10213200460003 | Ladda upp en bild av detta fornminne |
| Eskilsäter 48:1                | Röse                             |              | Eskilsäter, Värmland |       | 58.915679, 13.139543 | 10213200480001 | Ladda upp en bild av detta fornminne |
| Eskilsäter 49:1                | Röse                             |              | Eskilsäter, Värmland |       | 58.910971, 13.139298 | 10213200490001 | Ladda upp en bild av detta fornminne |
| Eskilsäter 49:2                | Stensättning                     |              | Eskilsäter, Värmland |       | 58.910999, 13.139077 | 10213200490002 | Ladda upp en bild av detta fornminne |
| Eskilsäter 50:1                | Röse                             |              | Eskilsäter, Värmland |       | 58.939502, 13.207291 | 10213200500001 | Ladda upp en bild av detta fornminne |
| Eskilsäter 51:1                | Röse                             |              | Eskilsäter, Värmland |       | 58.909438, 13.137524 | 10213200510001 | Ladda upp en bild av detta fornminne |
| Eskilsäter 52:1                | Röse                             |              | Eskilsäter, Värmland |       | 58.907700, 13.143911 | 10213200520001 | Ladda upp en bild av detta fornminne |
| Eskilsäter 53:1                | Stensättning                     |              | Eskilsäter, Värmland |       | 58.927209, 13.162300 | 10213200530001 | Ladda upp en bild av detta fornminne |
| Eskilsäter 53:2                | Stensättning                     |              | Eskilsäter, Värmland |       | 58.927201, 13.162516 | 10213200530002 | Ladda upp en bild av detta fornminne |
| Eskilsäter 54:1                | Stensättning                     |              | Eskilsäter, Värmland |       | 58.927966, 13.162774 | 10213200540001 | Ladda upp en bild av detta fornminne |
| Eskilsäter 54:2                | Stensättning                     |              | Eskilsäter, Värmland |       | 58.927983, 13.162943 | 10213200540002 | Ladda upp en bild av detta fornminne |
| Eskilsäter 55:1                | Röse                             |              | Eskilsäter, Värmland |       | 58.907609, 13.174298 | 10213200550001 | Ladda upp en bild av detta fornminne |
| Eskilsäter 55:2                | Stensättning                     |              | Eskilsäter, Värmland |       | 58.907484, 13.174214 | 10213200550002 | Ladda upp en bild av detta fornminne |
| Eskilsäter 57:1                | Stenkammargrav                   |              | Eskilsäter, Värmland |       | 58.933888, 13.156321 | 10213200570001 | Ladda upp en bild av detta fornminne |
| Eskilsäter 59:1                | Stensättning                     |              | Eskilsäter, Värmland |       | 58.904324, 13.169497 | 10213200590001 | Ladda upp en bild av detta fornminne |
| Eskilsäter 59:2                | Stensättning                     |              | Eskilsäter, Värmland |       | 58.904537, 13.169233 | 10213200590002 | Ladda upp en bild av detta fornminne |
| Eskilsäter 59:3                | Stensättning                     |              | Eskilsäter, Värmland |       | 58.904591, 13.168965 | 10213200590003 | Ladda upp en bild av detta fornminne |
| Eskilsäter 59:4                | Stensättning                     |              | Eskilsäter, Värmland |       | 58.904465, 13.169058 | 10213200590004 | Ladda upp en bild av detta fornminne |
| Eskilsäter 60:1                | Röse                             |              | Eskilsäter, Värmland |       | 58.912958, 13.131345 | 10213200600001 | Ladda upp en bild av detta fornminne |
| Eskilsäter 61:1                | Stensättning                     |              | Eskilsäter, Värmland |       | 58.948079, 13.169369 | 10213200610001 | Ladda upp en bild av detta fornminne |
| Eskilsäter 61:2                | Stensättning                     |              | Eskilsäter, Värmland |       | 58.948249, 13.169101 | 10213200610002 | Ladda upp en bild av detta fornminne |
| Eskilsäter 61:3                | Stensättning                     |              | Eskilsäter, Värmland |       | 58.948167, 13.169115 | 10213200610003 | Ladda upp en bild av detta fornminne |
| Eskilsäter 67:1                | Stensättning                     |              | Eskilsäter, Värmland |       | 58.922029, 13.124766 | 10213200670001 | Ladda upp en bild av detta fornminne |
| Eskilsäter 68:1                | Stensättning                     |              | Eskilsäter, Värmland |       | 58.943012, 13.190434 | 10213200680001 | Ladda upp en bild av detta fornminne |
| Eskilsäter 69:1                | Stensättning                     |              | Eskilsäter, Värmland |       | 58.926394, 13.169948 | 10213200690001 | Ladda upp en bild av detta fornminne |
| Eskilsäter 72:1                | Stenkammargrav                   |              | Eskilsäter, Värmland |       | 58.913362, 13.218624 | 10213200720001 | Ladda upp en bild av detta fornminne |
| Eskilsäter 73:1                | Stensättning                     |              | Eskilsäter, Värmland |       | 58.909211, 13.179830 | 10213200730001 | Ladda upp en bild av detta fornminne |
| Eskilsäter 74:1                | Stensättning                     |              | Eskilsäter, Värmland |       | 58.911434, 13.175395 | 10213200740001 | Ladda upp en bild av detta fornminne |
| Eskilsäter 81:1                | Stensättning                     |              | Eskilsäter, Värmland |       | 58.922745, 13.126756 | 10213200810001 | Ladda upp en bild av detta fornminne |
| Eskilsäter 81:2                | Stensättning                     |              | Eskilsäter, Värmland |       | 58.922837, 13.126943 | 10213200810002 | Ladda upp en bild av detta fornminne |
| Eskilsäter 82:1                | Stensättning                     |              | Eskilsäter, Värmland |       | 58.926679, 13.132202 | 10213200820001 | Ladda upp en bild av detta fornminne |
| Eskilsäter 83:1                | Stensättning                     |              | Eskilsäter, Värmland |       | 58.928411, 13.129916 | 10213200830001 | Ladda upp en bild av detta fornminne |
| Eskilsäter 89:1                | Gravfält                         |              | Eskilsäter, Värmland |       | 58.920232, 13.223318 | 10213200890001 | Ladda upp en bild av detta fornminne |
| Eskilsäter 130:1               | Stensättning                     |              | Eskilsäter, Värmland |       | 58.974823, 13.233210 | 10213201300001 | Ladda upp en bild av detta fornminne |
| Eskilsäter 131:1               | Stensättning                     |              | Eskilsäter, Värmland |       | 58.952610, 13.171434 | 10213201310001 | Ladda upp en bild av detta fornminne |
| Eskilsäter 131:2               | Stensättning                     |              | Eskilsäter, Värmland |       | 58.952615, 13.171673 | 10213201310002 | Ladda upp en bild av detta fornminne |
| Eskilsäter 131:3               | Stensättning                     |              | Eskilsäter, Värmland |       | 58.952574, 13.171760 | 10213201310003 | Ladda upp en bild av detta fornminne |
| Eskilsäter 131:4               | Stensättning                     |              | Eskilsäter, Värmland |       | 58.952447, 13.171134 | 10213201310004 | Ladda upp en bild av detta fornminne |
| Eskilsäter 133:1               | Stensättning                     |              | Eskilsäter, Värmland |       | 58.913969, 13.152262 | 10213201330001 | Ladda upp en bild av detta fornminne |
| Eskilsäter 134:1               | Hällristning                     |              | Eskilsäter, Värmland |       | 58.955793, 13.180012 | 10213201340001 | Ladda upp en bild av detta fornminne |
| Eskilsäter 155:1               | Stensättning                     |              | Eskilsäter, Värmland |       | 58.919310, 13.136640 | 10213201550001 | Ladda upp en bild av detta fornminne |
| Eskilsäter 156:1               | Stensättning                     |              | Eskilsäter, Värmland |       | 58.918951, 13.139664 | 10213201560001 | Ladda upp en bild av detta fornminne |
| Eskilsäter 156:2               | Stensättning                     |              | Eskilsäter, Värmland |       | 58.919191, 13.140054 | 10213201560002 | Ladda upp en bild av detta fornminne |
| Eskilsäter 156:3               | Stensättning                     |              | Eskilsäter, Värmland |       | 58.918770, 13.140269 | 10213201560003 | Ladda upp en bild av detta fornminne |
| Eskilsäter 158:1               | Stensättning                     |              | Eskilsäter, Värmland |       | 58.919953, 13.140554 | 10213201580001 | Ladda upp en bild av detta fornminne |
| Eskilsäter 161:1               | Stensättning                     |              | Eskilsäter, Värmland |       | 58.919813, 13.144511 | 10213201610001 | Ladda upp en bild av detta fornminne |
| Eskilsäter 163:1               | Stensättning                     |              | Eskilsäter, Värmland |       | 58.931396, 13.153551 | 10213201630001 | Ladda upp en bild av detta fornminne |
| Eskilsäter 164:1               | Stensättning                     |              | Eskilsäter, Värmland |       | 58.928981, 13.139263 | 10213201640001 | Ladda upp en bild av detta fornminne |
| Eskilsäter 164:2               | Stensättning                     |              | Eskilsäter, Värmland |       | 58.928815, 13.139003 | 10213201640002 | Ladda upp en bild av detta fornminne |
| Eskilsäter 167:1               | Stensättning                     |              | Eskilsäter, Värmland |       | 58.927031, 13.221923 | 10213201670001 | Ladda upp en bild av detta fornminne |
| Eskilsäter 168:1               | Stensättning                     |              | Eskilsäter, Värmland |       | 58.967046, 13.209208 | 10213201680001 | Ladda upp en bild av detta fornminne |
| Eskilsäter 170:1               | Stensättning                     |              | Eskilsäter, Värmland |       | 58.946252, 13.145807 | 10213201700001 | Ladda upp en bild av detta fornminne |
| Eskilsäter 174:1               | Stensättning                     |              | Eskilsäter, Värmland |       | 58.939757, 13.157500 | 10213201740001 | Ladda upp en bild av detta fornminne |
| Eskilsäter 175:1               | Stensättning                     |              | Eskilsäter, Värmland |       | 58.941202, 13.142562 | 10213201750001 | Ladda upp en bild av detta fornminne |
| Eskilsäter 175:2               | Stensättning                     |              | Eskilsäter, Värmland |       | 58.941344, 13.142515 | 10213201750002 | Ladda upp en bild av detta fornminne |
| Eskilsäter 175:3               | Stensättning                     |              | Eskilsäter, Värmland |       | 58.941326, 13.142760 | 10213201750003 | Ladda upp en bild av detta fornminne |
| Eskilsäter 176:1               | Stensättning                     |              | Eskilsäter, Värmland |       | 58.942040, 13.142142 | 10213201760001 | Ladda upp en bild av detta fornminne |
| Eskilsäter 178:1               | Stensättning                     |              | Eskilsäter, Värmland |       | 58.933715, 13.243757 | 10213201780001 | Ladda upp en bild av detta fornminne |
| Eskilsäter 179:1               | Stensättning                     |              | Eskilsäter, Värmland |       | 58.934754, 13.241983 | 10213201790001 | Ladda upp en bild av detta fornminne |
| Eskilsäter 180:1               | Stensättning                     |              | Eskilsäter, Värmland |       | 58.936133, 13.252405 | 10213201800001 | Ladda upp en bild av detta fornminne |
| Eskilsäter 181:1               | Stensättning                     |              | Eskilsäter, Värmland |       | 58.936213, 13.254149 | 10213201810001 | Ladda upp en bild av detta fornminne |
| Eskilsäter 182:1               | Stensättning                     |              | Eskilsäter, Värmland |       | 58.915580, 13.252869 | 10213201820001 | Ladda upp en bild av detta fornminne |
| Eskilsäter 183:1               | Stensättning                     |              | Eskilsäter, Värmland |       | 58.919228, 13.218123 | 10213201830001 | Ladda upp en bild av detta fornminne |
| Eskilsäter 184:1               | Stensättning                     |              | Eskilsäter, Värmland |       | 58.920600, 13.216068 | 10213201840001 | Ladda upp en bild av detta fornminne |
| Eskilsäter 184:2               | Stensättning                     |              | Eskilsäter, Värmland |       | 58.920778, 13.216081 | 10213201840002 | Ladda upp en bild av detta fornminne |
| Eskilsäter 185:1               | Stensättning                     |              | Eskilsäter, Värmland |       | 58.921064, 13.209128 | 10213201850001 | Ladda upp en bild av detta fornminne |
| Eskilsäter 186:1               | Stensättning                     |              | Eskilsäter, Värmland |       | 58.916608, 13.206216 | 10213201860001 | Ladda upp en bild av detta fornminne |
| Eskilsäter 188:1               | Stensättning                     |              | Eskilsäter, Värmland |       | 58.984622, 13.210855 | 10213201880001 | Ladda upp en bild av detta fornminne |
| Eskilsäter 197:1               | Stensättning                     |              | Eskilsäter, Värmland |       | 58.978715, 13.243597 | 10213201970001 | Ladda upp en bild av detta fornminne |
| Eskilsäter 200:1               | Stensättning                     |              | Eskilsäter, Värmland |       | 58.915671, 13.181176 | 10213202000001 | Ladda upp en bild av detta fornminne |
| Eskilsäter 203:1               | Stensättning                     |              | Eskilsäter, Värmland |       | 58.916009, 13.206570 | 10213202030001 | Ladda upp en bild av detta fornminne |
| Eskilsäter 218:1               | Hällristning                     |              | Eskilsäter, Värmland |       | 58.910408, 13.241281 | 10213202180001 | Ladda upp en bild av detta fornminne |
| Eskilsäter 220:1               | Stensättning                     |              | Eskilsäter, Värmland |       | 58.909780, 13.241110 | 10213202200001 | Ladda upp en bild av detta fornminne |
| Eskilsäter 225:1               | Stensättning                     |              | Eskilsäter, Värmland |       | 58.793963, 13.233451 | 10213202250001 | Ladda upp en bild av detta fornminne |
| Eskilsäter 226:1               | Stensättning                     |              | Eskilsäter, Värmland |       | 58.794324, 13.248917 | 10213202260001 | Ladda upp en bild av detta fornminne |
| Eskilsäter 227:1               | Stensättning                     |              | Eskilsäter, Värmland |       | 58.791627, 13.230738 | 10213202270001 | Ladda upp en bild av detta fornminne |
| Eskilsäter 227:2               | Stensättning                     |              | Eskilsäter, Värmland |       | 58.791671, 13.230168 | 10213202270002 | Ladda upp en bild av detta fornminne |
| Eskilsäter 233:1               | Stensättning                     |              | Eskilsäter, Värmland |       | 58.946669, 13.167299 | 10213202330001 | Ladda upp en bild av detta fornminne |
| Eskilsäter 235:1               | Stensättning                     |              | Eskilsäter, Värmland |       | 58.964906, 13.174128 | 10213202350001 | Ladda upp en bild av detta fornminne |
| Eskilsäter 235:2               | Stensättning                     |              | Eskilsäter, Värmland |       | 58.964904, 13.174352 | 10213202350002 | Ladda upp en bild av detta fornminne |
| Eskilsäter 237:1               | Stensättning                     |              | Eskilsäter, Värmland |       | 58.947031, 13.242745 | 10213202370001 | Ladda upp en bild av detta fornminne |
| Eskilsäter 239:1               | Stensättning                     |              | Eskilsäter, Värmland |       | 58.940571, 13.192275 | 10213202390001 | Ladda upp en bild av detta fornminne |
| Eskilsäter 240:1               | Stensättning                     |              | Eskilsäter, Värmland |       | 58.927924, 13.197360 | 10213202400001 | Ladda upp en bild av detta fornminne |
| Eskilsäter 241:1               | Stensättning                     |              | Eskilsäter, Värmland |       | 58.929122, 13.199931 | 10213202410001 | Ladda upp en bild av detta fornminne |
| Eskilsäter 241:2               | Stensättning                     |              | Eskilsäter, Värmland |       | 58.929025, 13.199772 | 10213202410002 | Ladda upp en bild av detta fornminne |
| Eskilsäter 242:1               | Stensättning                     |              | Eskilsäter, Värmland |       | 58.926149, 13.197376 | 10213202420001 | Ladda upp en bild av detta fornminne |
| Eskilsäter 243:1               | Stensättning                     |              | Eskilsäter, Värmland |       | 58.926880, 13.197275 | 10213202430001 | Ladda upp en bild av detta fornminne |
| Eskilsäter 245:1               | Stensättning                     |              | Eskilsäter, Värmland |       | 58.942163, 13.178471 | 10213202450001 | Ladda upp en bild av detta fornminne |
| Eskilsäter 250                 | Stensättning                     |              | Eskilsäter, Värmland |       | 58.893766, 13.235653 | 12000000064650 | Ladda upp en bild av detta fornminne |
| Eskilsäter 251                 | Stensättning                     |              | Eskilsäter, Värmland |       | 58.926389, 13.213302 | 12000000066765 | Ladda upp en bild av detta fornminne |
| Eskilsäter 252                 | Stensättning                     |              | Eskilsäter, Värmland |       | 58.926431, 13.213347 | 12000000066766 | Ladda upp en bild av detta fornminne |
| Eskilsäter 253                 | Stensättning                     |              | Eskilsäter, Värmland |       | 58.927536, 13.212766 | 12000000066767 | Ladda upp en bild av detta fornminne |
| Eskilsäter 270                 | Stensättning                     |              | Eskilsäter, Värmland |       | 58.980264, 13.211026 | 12000000072020 | Ladda upp en bild av detta fornminne |
| Eskilsäter 271                 | Stensättning                     |              | Eskilsäter, Värmland |       | 58.980926, 13.210860 | 12000000072022 | Ladda upp en bild av detta fornminne |
| Eskilsäter 277                 | Stensättning                     |              | Eskilsäter, Värmland |       | 58.896002, 13.171978 | 12000000096349 | Ladda upp en bild av detta fornminne |
| Eskilsäter 278                 | Stensättning                     |              | Eskilsäter, Värmland |       | 58.895003, 13.171670 | 12000000096350 | Ladda upp en bild av detta fornminne |
| Eskilsäter 279                 | Stensättning                     |              | Eskilsäter, Värmland |       | 58.902956, 13.166716 | 12000000096351 | Ladda upp en bild av detta fornminne |
| Eskilsäter 289                 | Stensättning                     |              | Eskilsäter, Värmland |       | 58.858109, 13.200640 | 12000000105013 | Ladda upp en bild av detta fornminne |
| Eskilsäter 291                 | Ristning, medeltid/historisk tid |              | Eskilsäter, Värmland |       | 58.885851, 13.185274 | 12000000105015 | Ladda upp en bild av detta fornminne |
| Eskilsäter 300                 | Hällristning                     |              | Eskilsäter, Värmland |       | 58.949146, 13.172181 | 12000000107977 | Ladda upp en bild av detta fornminne |
| Eskilsäter 310                 | Lägenhetsbebyggelse              |              | Eskilsäter, Värmland |       | 58.910598, 13.191280 | 12000000126940 | Ladda upp en bild av detta fornminne |
| Eskilsäter 318                 | Stensättning                     |              | Eskilsäter, Värmland |       | 58.908478, 13.178046 | 12000000130588 | Ladda upp en bild av detta fornminne |